# Ready to Fall
Ready to Fall è un singolo e video della melodic hardcore band Rise Against. È il primo singolo tratto dall'album The Sufferer & the Witness.

## Descrizione del video
La canzone è stata composta nel 2006, e parla dell'inquinamento e del suo effetto contro l'ambiente. Questo video, lungo 3 minuti e 52 secondi, mostra scene intervallate tra la band in mezzo alla natura, mentre Tim McIlrath canta, e gli animali che vengono salvati oppure uccisi, da vari esperimenti e azioni di crudelatà sugli animali causate dagli umani. Alla fine del video Tim McIlrath dice "Ogni azione ha una reazione. Abbiamo un pianeta, una possibilità".
Oltre a questa versione del video mandata in televisione, ne esiste un'altra mai mandata in onda, ma che si può trovare su certi siti web. Il video serve come una testimonianza a favore del vegetarianismo. I Rise Against sono attivamente in collaborazione col PETA, inoltre i membri della band sono vegetariani.

## Posizione in classifica
Il singolo ha raggiunto la tredicesima posizione nella classifica Billboard Modern Rock Tracks. È il rilevamento più basso dei singoli provenienti dall'album The Sufferer & the Witness, ma ai tempi del loro picco era il secondo più alto piazzamento della band.

## Formazione
- Tim McIlrath - voce, chitarra
- Chris Chasse - chitarra, cori
- Joe Principe - basso, cori
- Brandon Barnes - batteria